# Стивен Бисти
Стивен Бисти (англ. Stephen Biesty род. 27 января 1961 г.) — художник-иллюстратор из Великобритании. Независимый художник, известный как мастер золотого сечения. Бисти работает исключительно карандашом и чернилами, а для того, чтобы добиться отчётливого цвета и текстуры, прибегает к акварельным краскам.

## Биография
Учился на иллюстратора в Политихническом институте Брайтона (Brighton Polytechnic), там он получил свой диплом бакалавра. Затем он поступил на факультет графического дизайна и получил степень магистра в Политехническом институте города Бирмингема (City of Birmingham Polytechnic), где он специализировался на изображении архитектурных и исторических объектов в золотом сечении (в разрезе).
С 1985 года, как только Стивен начал работать на себя, из-под его кисти и карандаша вышло немало разнообразных познавательных книг для детей и взрослых.
Мировая известность пришла к Бисти в 1990 году с выходом в свет его бестселлера «Чудесные сечения» (издательство Dorling Kindersley). За это время было продано более 3,5 миллионов экземпляров книги на 16 языках. Эти известные по всему миру иллюстрации регулярно появляются в журнальных статьях, на постерах, CD дисках, сувенирах и календарях.

## Премии
Стивен Бисти не раз получал престижные премии, включая приз The New York Times за лучшую иллюстрированную книгу («The New York Times Best Illustrated Book Award») в 1993 году и премию «Британской литературной ассоциации детских книг» («The UK Literary Association Children’s Book Award») в 2004 году. Его иллюстрации участвуют на самых важных выставках, включая «Магический карандаш» («The Magic Pencil») в 2003 году в Британской библиотеке и в выставке «Ты здесь» («You are here») по информационному дизайну в музее дизайна в 2005 году.

## Личная жизнь
Стивен живёт в Великобритании, в небольшой деревушке Сомерсет (Somerset) со своей семьей: женой и сыном.